# レインマン
『レインマン』（原題: Rain Man）は、1988年公開のアメリカ合衆国の映画。製作会社はユナイテッド・アーティスツで、監督はバリー・レヴィンソン。原作のバリー・モローはロナルド・バスと共同で脚本を執筆した。主演はダスティン・ホフマン、トム・クルーズ。

## 概要
自由奔放で利己的な青年と重いサヴァン症候群の兄との出会い、兄弟愛、そして人間としての変化を描いたヒューマンドラマである。また、ロードムービーとしての側面を備えた作品でもある。
第61回アカデミー賞と第46回ゴールデングローブ賞（ドラマ部門）、さらに第39回ベルリン国際映画祭においてそれぞれ作品賞を受賞。
日本では2006年に舞台化され、チャーリー役に椎名桔平、レイモンド役に橋爪功を起用しヒットした。
スティーヴン・ジェイ・シュナイダーの『死ぬまでに観たい映画1001本』に掲載されている。

## あらすじ
チャーリー（トム・クルーズ）は高級輸入車のディーラーを営んでいるが、排ガス規制のために経営が危うくなる。社員に仕事を押し付け、彼女と週末旅行に出掛けた彼のもとに長い間没交渉になっていた父の訃報が届く。遺産目当てに故郷にかえったチャーリーは、車とバラ以外の財産がサヴァン症候群の兄レイモンド（ダスティン・ホフマン）への信託財産として運用されることを知る。
遺産を手に入れようと、チャーリーはレイモンドを入所している施設から強引に彼を連れ出し、ロサンゼルスに戻ろうとするが、その道中でレイモンドの持つ特殊な才能（抜群の記憶力）に気付き、幼い頃に彼と交わした交流を思い出す。

## 登場人物
レイモンド・バビット
サヴァン症候群。
Dr.ブルーナーの説明では「知能指数自体は高いが、自分を上手く表現できず自分の感情をよく理解できていない状態」とされている。分厚い本でも一見しただけで覚えてしまう並外れた暗記力と、4桁の掛け算や平方根を瞬時に言い当てる等数字に強いという特性を持つ。
ただし、暗記は丸暗記な為細かな機微等は理解していないし、話を理解し想像する能力や社会的常識が欠けている為、文章題は解く事ができない。
行動パターンと記録収集に強い執着を持つ。曜日、時間によって「食べる物」「見る番組」「する事」が決まっており、「ベッドの場所」「歯磨き粉」「身に付ける物」それを「買う店（Kmart）」までも曲げられない。出来ないままでいると不安定になりアボットとコステロの「一塁手は誰（Who）だ」を復唱して心の安定を保つ。
また、単調な繰り返しに強く惹かれる。
あらゆる事（チャーリーの暴力をも）を赤いノートに書き留め、カメラでスナップを撮り、メジャーリーガーの野球カードを決まった順に重ねている。
チャーリー・バビット
レイモンドの弟。
ロサンゼルス在住で、高級輸入車販売店の経営者。
輸入手続きが上手く行っていない事にイライラしており、少々強引でも口八丁手八丁で自分の思い通りにしようとする短気な性格。
幼くして母を亡くし父と2人暮らしをしていたが、16歳の時、父が大切にしていた車を無断で持ち出し友人と乗り回している所を逮捕される。
父が盗難届を出し、迎えに来なかった為、2日間収監され、釈放後そのまま家出する形で独り立ちした。
亡き父が遺産の受取人に指名したレイモンドの存在を探り当て、接触を図る。
スザンナ
チャーリーの恋人。
チャーリーの店で電話で客との交渉等をしている。
ここ最近チャーリーが恋人としての会話をあまりしてくれず命令口調ばかりな事に不満を持っており、ギクシャクしている事に悩んでいる。
チャーリーに連れられてレイモンドと会った後、チャーリーが兄に渡る遺産目当てである事を知り憤慨、一時は2人と離れるがその後ラスベガスで再会する。
思いやりのある性格で障害を持つレイモンドに温かい心で接する。
Dr.ブルーナー
障害者が暮らす施設「ウォールブルック・ホーム」の精神科医。
サンフォードとは、長い付き合いで彼の遺産管財人。
18歳頃から施設にやってきたレイモンドを20年以上に渡って見守り記録し続けている。
ジョン・ムーニー
弁護士。
バビット兄弟の父の遺産の手続きを担当。
チャーリーに彼の父の遺言を読み上げ、「車とバラ以外の300万ドル以上に及ぶ財産は受取人のために信託管理に委任される」と告げる。
受取人の名は職務上明かさなかった。
サリー・ディブス
飲食店のウェイトレス。
客として訪れたレイモンドが自身の電話番号を言い当てたり、誤って落とした爪楊枝の本数（246本）を一瞬で答えたりした事に驚く。
Dr.マーストン
医師。
レイモンド、チャーリーに2人が過ごした数日間の話を聞き、裁判所に勧告する役目を負う。
レニー
チャーリーの店の仕事仲間。
有能ではあるが客との交渉を強引に推し進めようとするチャーリーにいつも命令されている。
冒頭でチャーリーがレイモンドに会いに行った後、チャーリーと電話で仕事のやり取りをする。
バン
ブルーナーの病院の職員。
9年間レイモンドの世話等に携わり彼にとって親友=「メインマン」の様な存在。
レイモンドの日常の行動をよく知っており、初めて会ったチャーリーに彼の行動やその動機を教える。
サンフォード・バビット
レイモンドとチャーリーの父。
故人。
シンシナティにある邸宅で車とバラを生き甲斐に暮らす。
妻を早くに亡くした後チャーリーと十数年間2人暮らししてきた。
息子であるチャーリーを愛していたが、ブルーナーによると愛情表現が下手で、チャーリーからは厳格な性格と思われており反発されてきた。
チャーリーが幼い頃、レイモンドがチャーリーを風呂で火傷させてしまった事から、チャーリーを守る為にやむなくレイモンドを施設に預ける事にした。

## キャスト
| 役名                 | 俳優                  | 日本語吹替                                                                                | 日本語吹替                                                                                   | 日本語吹替                                                     |
| 役名                 | 俳優                  | ソフト版                                                                                  | TBS版                                                                                        | 機内上映版                                                     |
| -------------------- | --------------------- | ----------------------------------------------------------------------------------------- | -------------------------------------------------------------------------------------------- | -------------------------------------------------------------- |
| レイモンド・バビット | ダスティン・ホフマン  | 野沢那智                                                                                  | 富山敬                                                                                       | 富山敬                                                         |
| チャーリー・バビット | トム・クルーズ        | 堀秀行                                                                                    | 山寺宏一                                                                                     | 井上和彦                                                       |
| スザンナ             | ヴァレリア・ゴリノ    | 勝生真沙子                                                                                | 松本梨香                                                                                     | 羽村京子                                                       |
| Dr.ブルーナー        | ジェリー・モーレン    | 納谷悟朗                                                                                  | 大木民夫                                                                                     | 北村弘一                                                       |
| レニー               | ラルフ・シーモア      | 山崎哲也                                                                                  | 小室正幸                                                                                     | 田原アルノ                                                     |
| ジョン・ムーニー     | ジャック・マードック  | 梶哲也                                                                                    | 石井敏郎                                                                                     | 石井敏郎                                                       |
| アイリス             | ルシンダ・ジェニー    | 石川悦子                                                                                  | 土井美加                                                                                     | 滝沢久美子                                                     |
| バーン               | マイケル・D・ロバーツ |                                                                                           | 菅原正志                                                                                     | 石塚運昇                                                       |
| サリー・ディブス     | ボニー・ハント        |                                                                                           | 沢海陽子                                                                                     | さとうあい                                                     |
| Dr.マーストン        | バリー・レヴィンソン  | 仁内建之                                                                                  | 麦人                                                                                         | 池田勝                                                         |
| その他               | N/A                   | 村越伊知郎 早川京子 太田淑子 石井隆夫 後藤敦 沢りつお 小池浩司 和田勝代 保科耕一 山下啓介 | 納谷六朗 有本欽隆 増岡弘 亀井三郎 藤本譲 塚田正昭 村山明 塩屋浩三 滝沢ロコ 藤生聖子 稀代桜子 | 広瀬正志 古田信幸 伊井篤史 塚田正昭 星野充昭 鈴鹿千春 山田礼子 |

- TBS版：初回放送1994年1月5日『新春特別ロードショー』21:03-23:39 ※本編ノーカット
- 機内上映版：スターチャンネルにて2024年1月14日放送[5] ※約122分

## スタッフ
- 監督：バリー・レヴィンソン
- 製作：マーク・ジョンソン
- 製作総指揮：ピーター・グーバー、ジョン・ピーターズ
- 原作・脚本：バリー・モロー
- 撮影：ジョン・シール
- 音楽：ハンス・ジマー
- 日本語字幕：戸田奈津子

### 日本語版
| -    | ソフト版                                  | TBS版    | 機内上映版 |
| ---- | ----------------------------------------- | -------- | ---------- |
| 演出 | 石田勝心                                  | 伊達康将 | 伊達康将   |
| 翻訳 | 酒井洋子                                  | 岩佐幸子 | 岩佐幸子   |
| 調整 | 伊藤恭介 上村利秋                         | 中村光宏 |            |
| 効果 |                                           | 佐藤良介 |            |
| 監修 | 大野隆一                                  | N/A      | N/A        |
| 制作 | ワーナー・ホーム・ビデオ テアトル・エコー | 東北新社 | 東北新社   |

## プロダクション・ノート
- サヴァン症候群のキム・ピークがレイモンドのモデルであると言われている。キムと面会した作家のバリー・モローがその能力に驚愕し、小説を書きあげた。
- 当初、ホフマンは弟の役だったが、兄の役柄に大きな感銘を受け、自分が演じることを直訴。何度もキムに面会し、役作りに励んだ。
- 床に落ちた爪楊枝を瞬時に計数したキム・ピークの実体験がそのまま映画のエピソードとして出てくる。ただし自動車運転などは困難を極めたという。
- 公開後に有名となったキムは、しかしなんら生活を変えることなく、毎日を図書館で過ごし、小説から図鑑、電話帳、住所録までを片っ端から読破して、記憶する日課を死ぬまで続けて、2009年12月19日に58歳で亡くなった[7]。

## DVD『レインマン アルティメット・エディション』
2005年6月17日、20世紀フォックス ホーム エンターテイメント ジャパンより2枚組DVDソフト『レインマン アルティメット・エディション』が発売された。本編にdts音声を追加。特典ディスクにはメイキング映像や製作ドキュメンタリー、未公開シーンなどが収録されている。
2006年6月21日、ソニー・ピクチャーズ エンタテインメントよりジャケット・ディスクのデザインを変えて「レインマン アルティメット・コレクション」として再発売。
2008年10月24日、20世紀フォックス ホーム エンターテイメント ジャパンよりジャケットデザインを変えて低価格（スタジオ・クラシックシリーズ）として再発売。
2014年12月5日、20世紀フォックス ホーム エンターテイメント ジャパンよりデジタル・リマスター版Blu-ray『レインマン MGM90周年記念ニュー・デジタル・リマスター版』が発売された。

## 舞台

### 日本版
2006年に東京・大阪・名古屋の3か所、2007年に東京・大阪・名古屋・横浜の4か所、2018年に東京・三島・久留米・大阪・名取・名古屋で上演された。
キャスト
|                        | 2006年   | 2007年     | 2018年     |
| ---------------------- | -------- | ---------- | ---------- |
| チャーリー・バビット   | 椎名桔平 | 椎名桔平   | 藤原竜也   |
| レイモンド・バビット   | 橋爪功   | 橋爪功     | 椎名桔平   |
| スザンナ・パルミエリ   | 朴璐美   | 紺野まひる | 安蘭けい   |
| ウォルター・ブルーナー | 大森博史 | 佐藤誓     | 渡辺哲     |
| ムーニー弁護士         |          |            | 横田栄司   |
|                        |          |            | 吉本菜穂子 |

- 2018年のスザンナ役は中越典子で報道発表がされていたが、降板している。

スタッフ
- 原作：バリー・モロー
- 演出・脚本：鈴木勝秀→演出・上演台本：松井周（2018年）
- 脚本：鈴木勝秀→ダン・ゴードン（2018年）
- 美術：二村周作
- 音楽：横川理彦
- プロデューサー：河出洋一

### イギリス版
2008年8月28日から同年12月20日まで、ロンドンのウエスト・エンドにあるアポロシアターで上演された。
キャスト
- チャーリー・バビット：ジョシュ・ハートネット
- レイモンド・バビット：アダム・ゴッドリー
- スーザン：メアリー・ストックリー
- Dr.ブルーナー：コリン・スティントン

スタッフ
- 原作：バリー・モロー
- 脚本：ダン・ゴードン
- 演出：デイヴィッド・グリンドリー